# Naaish
Naaish (Na-aic’), jedno od 36 sela Yaquina Indijanaca, porodica yakonan, koje se nalazilo na južnoj strani ušća rijeke Yaquina na središnjoj Oregonskoj obali. Spominje ga američki etnolog J. O. Dorsey u Jour. Am. Folk-lore, III, 229, 1890